# Бранцівська сільська рада
Бра́нцівська сільська́ ра́да — колишній орган місцевого самоврядування у Краснопільському районі Сумської області. Адміністративний центр — село Бранцівка.

## Загальні відомості
- Населення ради: 696 осіб (станом на 2001 рік)

## Населені пункти
Сільській раді були підпорядковані населені пункти:
- с. Бранцівка

## Склад ради
Рада складалася з 12 депутатів та голови.
- Голова ради: Дмитриченко Володимир Миколайович
- Секретар ради: Голуб Ольга Федорівна

### Керівний склад попередніх скликань
| Прізвище, ім'я, по батькові       | Основні відомості                                                 | Дата обрання | Дата звільнення |
| --------------------------------- | ----------------------------------------------------------------- | ------------ | --------------- |
| Лазоренко Любов Федорівна         | Сільський голова, 1954 року народження, позапартійна              | 26.03.2006   | 31.10.2010      |
| Дмитриченко Володимир Миколайович | Сільський голова, 1964 року народження, освіта вища, безпартійний | 31.10.2010   |                 |

Примітка: таблиця складена за даними сайту Верховної Ради України